# Contre-la-montre féminin des juniors aux championnats du monde de cyclisme sur route 2015
Navigation
Ponferrada 2014 Doha 2016
Le contre-la-montre féminin des juniors aux championnats du monde de cyclisme sur route 2015 a  eu lieu sur 15 kilomètres le 21 septembre 2015 à Richmond, aux États-Unis. L'épreuve est réservée aux coureuses nées en 1997 et 1998.
Le titre a été remporté par l'Américaine Chloe Dygert qui s'impose respectivement devant sa compatriote Emma White et l'Australienne Anna-Leeza Hull, déjà médaillée de bronze en 2014,.

## Système de sélection
Toutes les fédérations nationales peuvent inscrire 4 coureuses dont 2 partantes. En plus de ce nombre la tenante du titre et les championnes continentales actuelles peuvent être ajoutées aux quotas. La championne du monde sortante n'est pas autorisée à prendre part à la course car elle ne fait plus partie de la catégorie.
| Championne               | Coureuse           | Note             |
| ------------------------ | ------------------ | ---------------- |
| Championne d'Afrique     | Frances Du Toit    | Ne participe pas |
| Championne d'Asie        | Yumi Kajihara      |                  |
| Championne d'Europe      | Agnieszka Skalniak |                  |
| Championne d'Océanie     | Anna-Leeza Hull    |                  |
| Championne panaméricaine | Camila Valbuena    |                  |

## Programme
Les horaires sont ceux de l'Eastern Daylight Time (UTC-4).
| Date              | Horaire         |                         |
| ----------------- | --------------- | ----------------------- |
| 21 septembre 2015 | 10 h 00-11 h 10 | Contre-la-montre junior |

## Primes
L'UCI attribue un total de 1 380 € aux trois premières de l'épreuve.
| Position | 1re   | 2e    | 3e    | Total   |
| Montant  | 767 € | 383 € | 230 € | 1 380 € |

## Classement

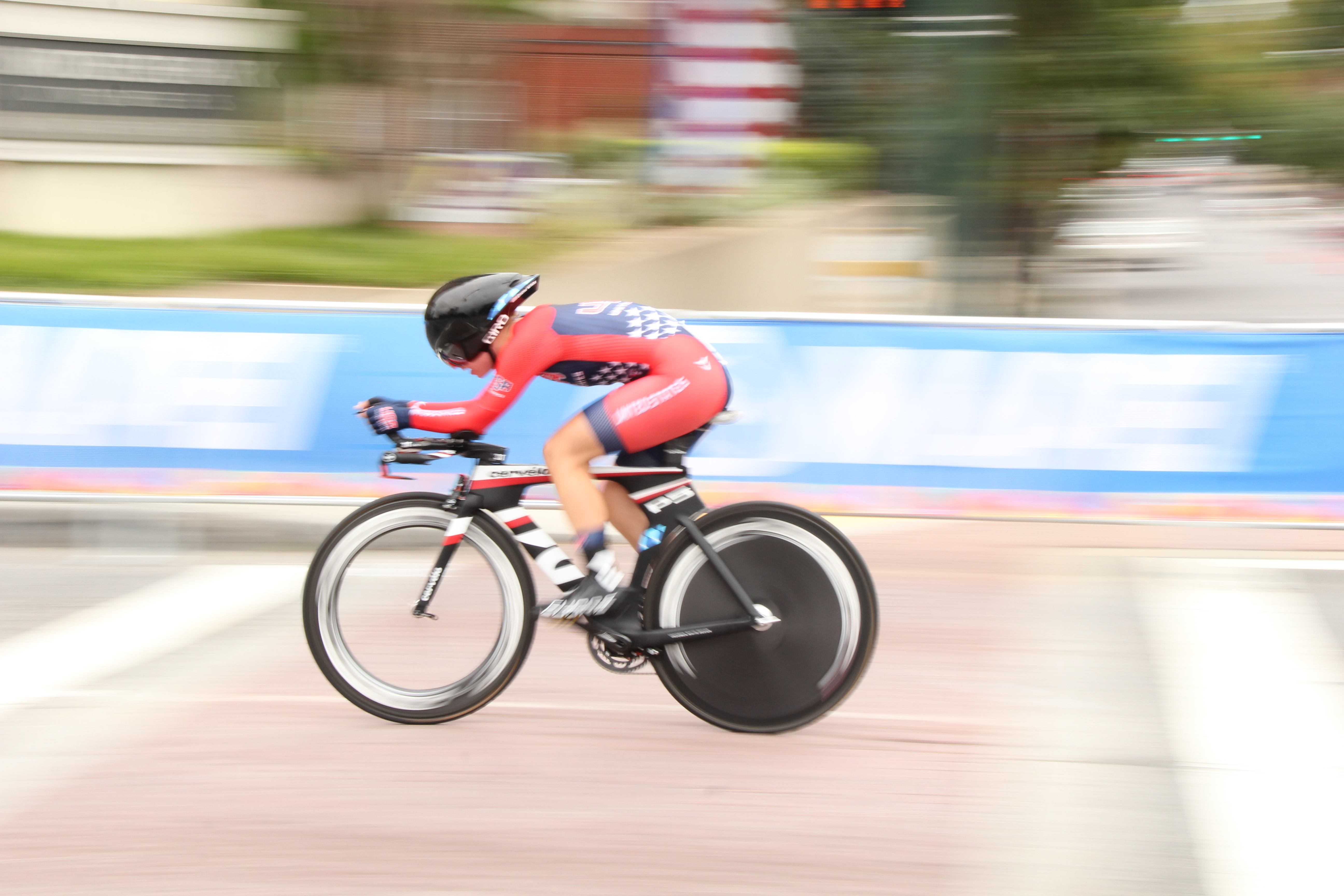
Chloe Dygart

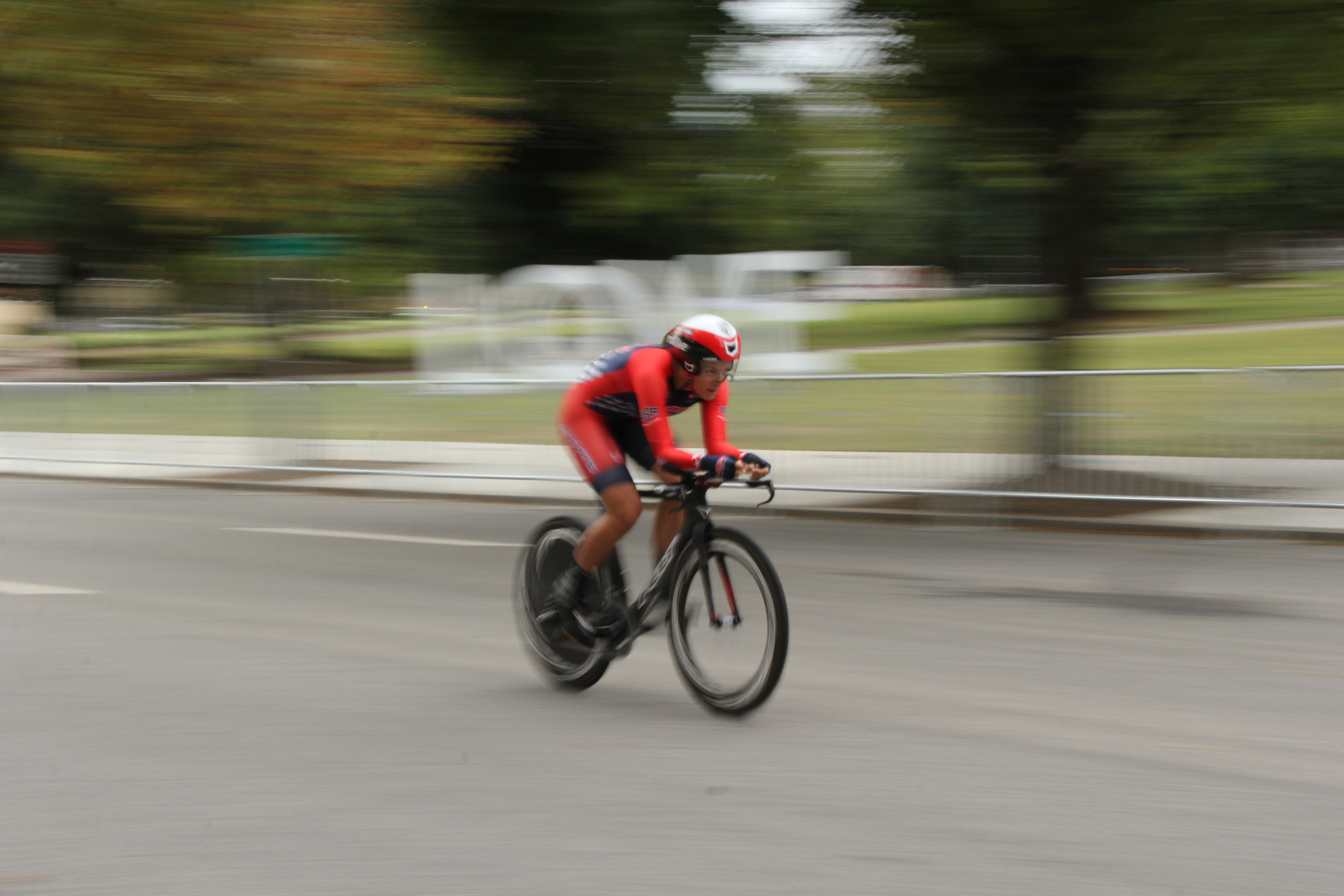
Emma White

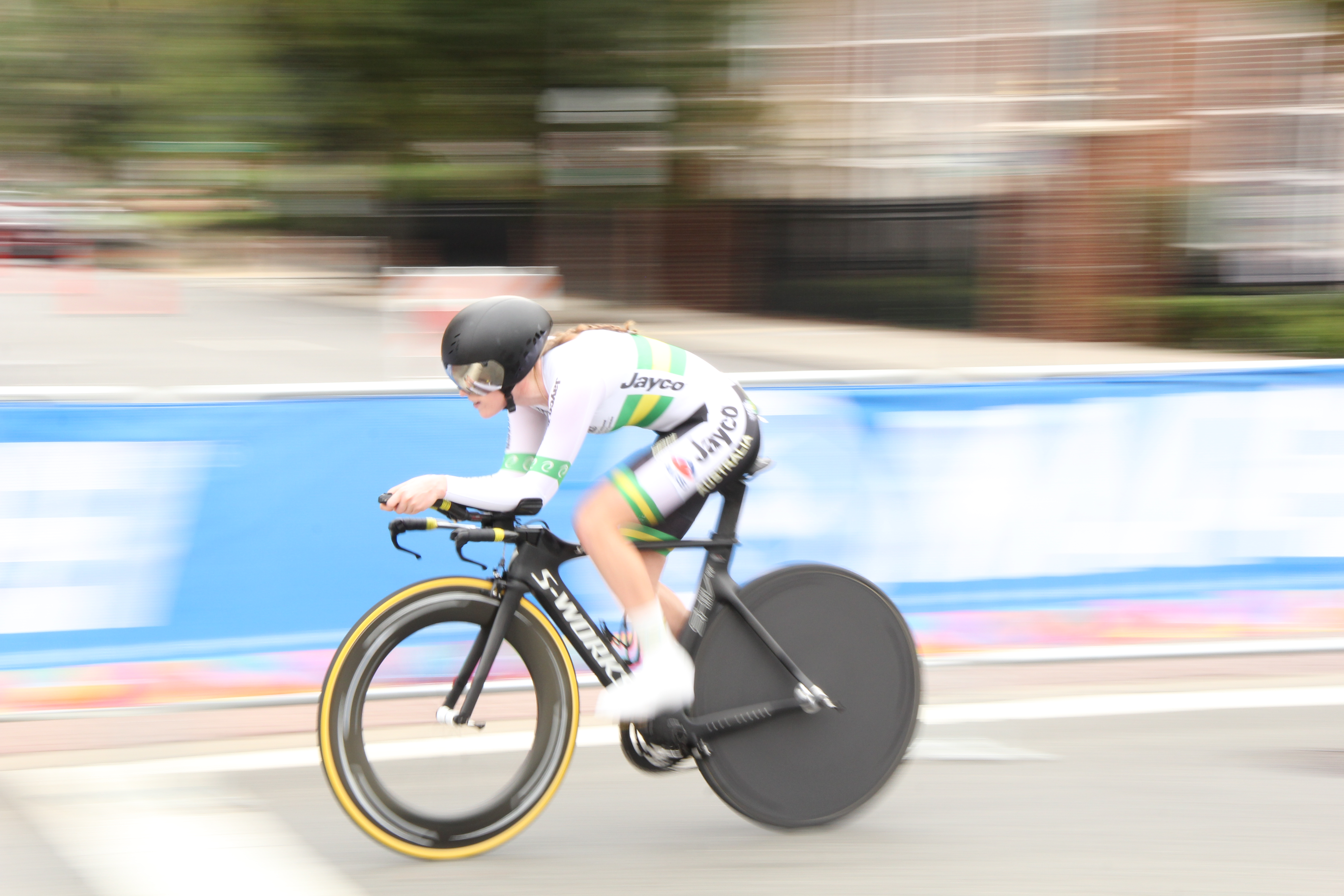
Anna-Leeza Hull

|                           | Coureuse            | Pays             | Temps           |
| ------------------------- | ------------------- | ---------------- | --------------- |
| Médaille d'or, monde      | Chloe Dygert        | États-Unis       | 20 min 18 s 47  |
| Médaille d'argent, monde  | Emma White          | États-Unis       | + 1 min 5 s 53  |
| Médaille de bronze, monde | Anna-Leeza Hull     | Australie        | + 1 min 26 s 08 |
| 4                         | Pernille Mathiesen  | Danemark         | + 1 min 30 s 41 |
| 5                         | Juliette Labous     | France           | + 1 min 35 s 96 |
| 6                         | Aafke Soet          | Pays-Bas         | + 1 min 40 s 67 |
| 7                         | Daria Pikulik       | Pologne          | + 1 min 41 s 06 |
| 8                         | Gillian Ellsay      | Canada           | + 1 min 45 s 17 |
| 9                         | Agnieszka Skalniak  | Pologne          | + 1 min 47 s 51 |
| 10                        | Emeliah Harvie      | Canada           | + 1 min 49 s 51 |
| 11                        | Yumi Kajihara       | Japon            | + 1 min 54 s 52 |
| 12                        | Camila Valbuena     | Colombie         | + 1 min 56 s 84 |
| 13                        | Natalia Studenikina | Russie           | + 2 min 2 s 48  |
| 14                        | Yara Kastelijn      | Pays-Bas         | + 2 min 2 s 97  |
| 15                        | Nikola Nosková      | Tchéquie         | + 2 min 3 s 33  |
| 16                        | Aline Seitz         | Suisse           | + 2 min 5 s 12  |
| 17                        | Lisa Morzenti       | Italie           | + 2 min 7 s 63  |
| 18                        | Marion Borras       | France           | + 2 min 13 s 67 |
| 19                        | Susanne Andersen    | Norvège          | + 2 min 13 s 77 |
| 20                        | Ida Jansson         | Suède            | + 2 min 14 s 35 |
| 21                        | Ksenia Tcjmbaliuk   | Russie           | + 2 min 14 s 85 |
| 22                        | Sofia Bertizzolo    | Italie           | + 2 min 22 s 45 |
| 23                        | Abby-Mae Parkinson  | Royaume-Uni      | + 2 min 22 s 53 |
| 24                        | Georgia Catterick   | Nouvelle-Zélande | + 2 min 27 s 40 |
| 25                        | Frida Knutsson      | Suède            | + 2 min 30 s 32 |
| 26                        | Ema Manikaite       | Lituanie         | + 2 min 34 s 69 |
| 27                        | Eva Maria Palm      | Belgique         | + 2 min 39 s 95 |
| 28                        | Ciara Doogan        | Irlande          | + 2 min 46 s 02 |
| 29                        | María Calderón      | Espagne          | + 3 min 2 s 70  |
| 30                        | Nathalie Bex        | Belgique         | + 3 min 3 s 23  |
| 31                        | Lizzie Holden       | Royaume-Uni      | + 3 min 6 s 81  |
| 32                        | Ingvild Gåskjenn    | Norvège          | + 3 min 7 s 02  |
| 33                        | Ana Suárez          | Équateur         | + 3 min 42 s 21 |
| 34                        | Teresa Ripoll       | Espagne          | + 4 min 14 s 03 |
| 35                        | Diana Ramos         | Porto Rico       | + 4 min 35 s 34 |
| 36                        | Helen Mitchell      | Zimbabwe         | + 5 min 0 s 04  |
| 37                        | Christa Riffel      | Allemagne        | + 5 min 22 s 52 |